# كعب الحذاء

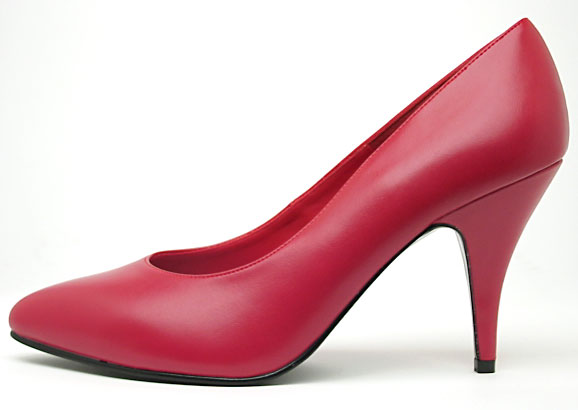
حذاء نسوي ذو كعب عالٍ.

الكعب أو العقب هو نتوء في الجزء الخلفي من الحذاء و يقع تحت عظم العقب. يستخدم كعب الحذاء لتحسين التوازن في الحذاء أو لأغراض الزينة. ولإظهار الشخص يبدو أكثر طولاً في بعض الأحيان.
والكعب العالي، شائع الاستخدام من قبل النساء، وبعض الأحيان من قبل الرجال أيضاً.

## اقرأ أيضًا
- جزمة
- صندل (حذاء)